# Улица Гастелло (Казань)
Улица Гастелло (тат. Гастелло урамы, Gastello uramı) — улица в Советском районе Казани, в историческом районе Клыковка.  

## География
Начинаясь недалеко от улицы Красной Позиции, заканчивается пересечением с Гвардейской улицей; затем вновь начинается от улицы Салавата Юлаева, пересекает улицы Марины Расковой, Шуртыгина, и заканчивается пересечением с Аэропортовской улицей. Ближайшие параллельные улицы ― Цимлянская и Курская.

## История
Возникла в первой половине 1950-х годов в северо-восточной части Клыковской стройки; решением Молотовского райисполкома № 24/387 от 14 сентября 1953 года начальная часть улицы была переименована в улицу Юдина, но это решение не было утверждено Казгорсоветом. На 1963 год на улице имелись домовладения №№ 2–6, 16–20; 1–9, 17–23, не считая угловых.
Начальная часть улицы (западнее Гвардейской) была застроена многоквартирными домами ещё в 1950-е — начале 1960-х годов. Чётная часть улицы восточнее ул. Гвардейской была застроена многоквартирными домами в основном в 1970-е годы; на нечётной её части частная застройка сохранилась — промежуток улицы между ул. Салават Юлаева и Марины Расковой в 1989 году был отведён тресту «Татнефтехиммонтаж» под постройку девятиэтажного дома, однако строительство не состоялось. Бо́льшая часть домов (6 домов) в начале улицы были снесены в конце 1990-х – начале 2000-х годов; их место заняли 4 дома, этажностью от 5 до 19 (часть из которых имеет адресацию по Гвардейской улице); в результате возведения методом точечной застройки последнего дом № 7а пошёл сквозными трещинами.
С момента возникновения улицы административно относилась к Советскому (до 1957 года Молотовскому, до 1973), Вахитовскому и Советскому (1973–1994) и Советскому (с 1994) районам.

## Объекты
- № 2/16, 7, 9/14 — жилые дома Казанского отделения ГЖД.[15]
- № 1, 3, 5 — жилые дома ПО «Татнефть».[16]
- № 7а — жилой дом фабрики «Заря».[17]
- № 7б — детский сад № 80 фабрики «Заря» (снесён).[18]
- № 17/11 — особняк архиепископа Иова.[19]
- № 18 — жилой дом завода ЭВМ.[20]
- № 20 — бывшее общежитие ПО «Терминал».[21]
- № 33/16 — жилой дом льнокомбината[тат.] (снесён).[22]

## Транспорт
Общественный транспорт по улице не ходит. Ближайшие остановки общественного транспорта — «Патриса Лумумбы» (автобус, троллейбус, трамвай) в районе пересечения улиц Патриса Лумумбы и Гвардейской. 

## Известные жители
В доме № 17/11 проживал архиепископ Казанский Иов Кресович.